# 金正淑 (大統領夫人)

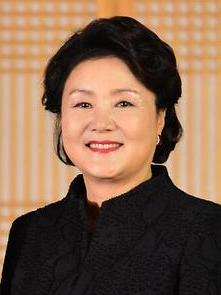
金 正淑

金 正淑（キム・ジョンスク、韓国語：김정숙、1954年11月15日 - ）は、大韓民国第19代大統領文在寅の妻で、韓国のファーストレディ。

## 来歴
1954年11月15日、ソウル市鍾路区に生まれる。1974年に慶熙大学校声楽科に入学した。大学在学中に文在寅と出会った。当初は単なる先輩・後輩だったが、翌1975年に文在寅が当時の朴正煕政権に反対する民主化デモに参加して、朴政権側が放った催涙ガスの直撃を受けた際に金が看病したことがきっかけで仲が深まったという。
大学卒業後、ソウル市立合唱団に入団した。文在寅が司法修習中だった1981年に結婚した。文が語ったところによると、プロポーズは金からで、文が友達と一緒にいたところに金が来て、突然「在寅、あなたは私と結婚するの?しないの? 早く答えて!」と言われ、びっくりして「わかった」と答えたという。1982年に長男、1983年に長女が誕生した。
2017年4月に大統領選挙に出馬した夫を支え、同年5月10日に夫が当選したことで韓国のファーストレディとなった。

## エピソード
- 2020年5月2日、BSテレビ東京『日経プラス10サタデー』で金日成の家系図を紹介したとき、金日成の妻の金正淑の写真に同姓同名の文在寅の妻の金正淑の写真を使ったミスが発生した。その後、同月5日にテレビ局はホームページで謝罪・訂正した[6]。
- 2018年、招請を受けてインドに単独で訪問。2024年、この際の渡航費用、特に機内食費用が約6000万ウォンと高額であったことが判明して話題となった[7]。